# Ballata n. 2 (Chopin)
La ballata n. 2 in Fa maggiore di Fryderyk Chopin è stata composta tra il 1836 e il 1839 a Nohant, sull'isola di Maiorca e terminata in seguito a Marsiglia. 

## Storia
Chopin abbozzò probabilmente la sua seconda ballata nei primi mesi del 1836, ma non si hanno notizie molto precise sulla composizione di questo lavoro. Dalla corrispondenza del musicista sappiamo che vi si dedicò durante il soggiorno a Valldemossa sull'isola di Maiorca nel 1838. Quando Chopin rientrò in Francia a Marsiglia, nei primi mesi dell'anno successivo, appena ripresosi da una grave crisi della sua malattia, riuscì a terminare la composizione e a mandarla all'amico Fontana per farla pubblicare; non convinto della stesura del lavoro, Chopin se la fece rispedire nel mese d'agosto successivo con l'intento di migliorarla, modificando probabilmente il finale.
A causa di contrasti con Pleyel che aveva inizialmente promesso di interessarsi per la pubblicazione, la Ballata fu venduta a Troupenas che la diede alle stampe nel settembre 1840 e quindi a Breitkopf & Härtel che la pubblicarono il mese dopo. La composizione fu dedicata da Chopin a Robert Schumann che pochi mesi prima aveva a sua volta dedicato a Chopin la sua Kreisleriana op. 16.
La versione definitiva della Ballata op. 38 fu eseguita pubblicamente dallo stesso Chopin il 26 aprile 1841.

## Analisi
Quando Chopin incontrò Schumann per l'ultima volta, nel 1836, gli confessò, a detta del musicista tedesco, che le sue Ballate (la prima e la seconda), erano state ispirate dai poemi di Adam Mickiewicz, autore che egli amava molto, ma che vi fosse una reale corrispondenza fra le opere del poeta e la musica di Chopin non è mai stato appurato dagli studiosi del compositore, anche perché le Ballate sono lavori essenzialmente strumentali senza legami con testi poetici. Per la Ballata op. 38 si è voluto tattavia trovare un legame con un poema di Mickiewicz, Świteź, titolo che si riferisce a un piccolo lago tra le foreste lituane dove, secondo una leggenda, le fanciulle di un paese vicino si immersero per sottrarsi alle violenze delle orde di invasori russi. La partitura, per via dell'andamento di Barcarola, musicalmente cullante, rievocherebbe le acque del lago e le parti più concitate e tempestose sembrerebbero ricordare le vicende violente della leggenda.

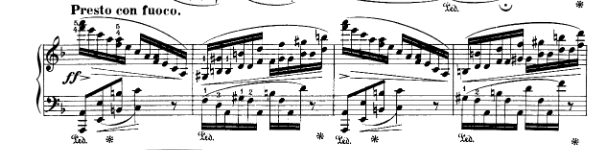
Battute iniziali della seconda sezione Presto con fuoco

Analogamente alle ultime due, la seconda ballata è scritta in un tempo composto: 6/8. Si apre tranquillamente con un Andantino sulla dominante della chiave di Fa maggiore, con la ripetizione del Do in entrambe le mani. Il primo tema "è una delle creazioni più tecnicamente perfette di Chopin". La prima sezione della composizione progredisce rapidamente con una melodia che si sviluppa sotto voce, caratterizzata da un aspetto evocativo, con inattese modulazioni dal Fa maggiore al La minore. La sezione successiva, in netto contrasto con la precedente, è dirompente con l'improvviso e drammatico Presto con fuoco; è come se un aspetto quasi demoniaco apparisse fulmineo nella narrazione pacata precedente. Dopo l'episodio tumultuoso ritorna il motivo iniziale e l'alternanza dei due temi è esposta con uno schema di grande semplicità fino alla Coda finale di notevole potenza che conduce il brano a terminare nella tonalità di La minore anziché essere nella relativa minore di Fa.
Non sono molte le pagine pianistiche che espongono contrasti così forti. Anton Rubinstein, che suonava spesso questa Ballata, la definì "fiore selvaggio portato via ed accarezzato da un colpo di vento". Anche se meno complessa della prima ballata, la composizione è di grande difficoltà tecnica; coloro che avevano ascoltato Chopin eseguirla descrivevano le sue mani "come fossero di gomma" tale era la padronanza della tastiera.